# La Liga 1959-1960
Statisticile pentru sezonul La Liga 1959–60.
La acest sezon au participat următoarele cluburi:
| - Athletic Bilbao - Atlético Madrid - FC Barcelona - Elche CF - RCD Espanyol - Granada CF - UD Las Palmas - CA Osasuna |  | - Real Betis - Real Madrid C.F. - Real Oviedo - Real Sociedad - Real Valladolid - Real Zaragoza - Sevilla FC - Valencia CF |

## Clasament
| Poziție | Club             | Meciuri jucate | V  | E | Î  | GÎ | GP | Puncte | A   | Comentarii                       |
| ------- | ---------------- | -------------- | -- | - | -- | -- | -- | ------ | --- | -------------------------------- |
| 1       | FC Barcelona     | 30             | 22 | 2 | 6  | 86 | 28 | 46     | 58  | Campion La Liga                  |
| 2       | Real Madrid C.F. | 30             | 21 | 4 | 5  | 92 | 36 | 46     | 56  |                                  |
| 3       | Athletic Bilbao  | 30             | 19 | 1 | 10 | 74 | 45 | 39     | 29  |                                  |
| 4       | Sevilla FC       | 30             | 16 | 4 | 10 | 63 | 44 | 36     | 19  |                                  |
| 5       | Atlético Madrid  | 30             | 15 | 3 | 12 | 59 | 40 | 33     | 19  |                                  |
| 6       | Real Betis       | 30             | 15 | 3 | 12 | 42 | 53 | 33     | -11 |                                  |
| 7       | Real Oviedo      | 30             | 13 | 7 | 10 | 38 | 51 | 33     | -13 |                                  |
| 8       | RCD Espanyol     | 30             | 11 | 8 | 11 | 33 | 29 | 30     | 4   |                                  |
| 9       | Valencia CF      | 30             | 11 | 6 | 13 | 37 | 33 | 28     | 4   |                                  |
| 10      | Elche CF         | 30             | 11 | 5 | 14 | 41 | 64 | 27     | -23 |                                  |
| 11      | Real Zaragoza    | 30             | 10 | 5 | 15 | 49 | 58 | 25     | -9  |                                  |
| 12      | Granada CF       | 30             | 10 | 5 | 15 | 38 | 52 | 25     | -14 |                                  |
| 13      | Real Valladolid  | 30             | 11 | 3 | 16 | 48 | 61 | 25     | -13 |                                  |
| 14      | Real Sociedad    | 30             | 10 | 3 | 17 | 41 | 61 | 23     | -20 |                                  |
| 15      | CA Osasuna       | 30             | 8  | 2 | 20 | 42 | 75 | 18     | -33 | Retrogradată în Segunda División |
| 16      | UD Las Palmas    | 30             | 5  | 3 | 22 | 24 | 77 | 13     | -53 | Retrogradată în Segunda División |